# Kajkage
En kajkage er en konditorkage. Navnets oprindelse kan spores tilbage til 1970'erne. Selve kagen blev dog udviklet endnu tidligere og var oprindeligt en trøffelkugle omviklet grønt marcipan. Som øjne havde den to gule sukkerkugler. Munden var en ridse i marcipanen hvorfra der stak en lyserød marcipanskive. En lignende kage med grønt marcipanovertræk er bedre kendt som den svenske prinsessekage.

## Bestanddele og opbygning
Kagen er omtrent på størrelse med en lille tennisbold, men dette afhænger selvfølgelig af bageren selv. Den er udformet som et rundt frøhoved - typisk af grøn marcipan - med et snit, der markerer en åben mund. 
Oprindeligt bestod kagen af en trøffelmidte, ligesom i dag, omsluttet af et lag grønt marcipan.
I nyere tid er flere bagerier gået over til at anvende lyserødt cremefyld på en makronlignende bund. Der er påsat øjne, og munden er et snit i marcipanen. Oprindeligt stak en lyserød marcipantunge ud, men i dag kan det lyserøde cremefyld ses gennem snittet, så snittet ligner frøens mund.
Kajkager laves også i en lyserød variant med lyserødt marcipanovertræk i stedet for grønt.

## Anvendelse
Kajkagen produceres som et konsumprodukt, men vittige sjæle har indført pseudo-idrætsdisciplinen Kajkagekast, i hvilken der har været afholdt mesterskaber i ind- og udland.